# Moawo (Gunung Sitoli)
Moawo is een bestuurslaag in het regentschap Gunungsitoli van de provincie Noord-Sumatra, Indonesië. Moawo telt 1134 inwoners (volkstelling 2010).